# ダイエット☆マメグラフ
ダイエット☆マメグラフは、株式会社interes(インテレス)が運営するダイエットに特化したインターネットコミュニティ。"マメグラフ"はマメにグラフをつけるの略。
1997年に10Week体重表として開設され、2005年11月20日にブログとSNSの特徴をあわせもったサイトにリニューアルした。

## ダイエット☆マメグラフの歴史

### 10Week体重表
1997年に開設された公開ダイエットを行えるウェブサイトである。
当初は体重と体脂肪を週に一度の報告だったが、その後、報告を毎日でも行えるようになり、処理も自動化されていった。
ちなみに開設当初は無料で利用できていたが、利用者の急増に伴い開設数ヶ月後には有料となる（10週間で1000円～1500円）。
なお10Week体重表のマスコットキャラクターであるウサギは、ダイエット☆マメグラフにリニューアル後、姿を消した。

### ダイエット☆マメグラフとしてリニューアル
2005年11月20日に10Week体重表から現サイト名にリニューアル。
ダイエット☆マメグラフは、グラフ化体重日記（計るだけダイエット）という肥満治療法に着目し、体重などの報告を一日二回行えるようにした。また、グラフ表示にAdobe Flashを利用し高機能化した。さらに、2006年7月6日より全ての利用を無料化した。

## ダイエット☆マメグラフの機能
- 計るだけダイエットが行えるように、一日二回のダイエット報告が可能。
- 基礎代謝量やBMI、また月別や曜日別に体重の増減を集計したグラフなどを表示する「ダイエット・リポート」機能
- 日記には画像を貼り付ける事が可能。また、コメントも記入できる。
- 携帯電話からメールにて体重の記録や、日記記入ができる。
- その他に「my掲示板」「マメグラメール」「足あと」「公開範囲の設定」など